# Jenny Carlson
Pour les articles homonymes, voir Carlson.
Jenny Carlson, née le 17 avril 1995 à Göteborg (Suède), est une handballeuse internationale suédoise qui joue au poste de demi-centre au club du Brest Bretagne Handball et en équipe de Suède.

## Biographie
En 2024, elle quitte le Brest Bretagne Handball et signe pour le Budućnost Podgorica mais le club monténégrin étant en grande difficulté financière, elle rebondit dès l'été en signant pour le HB Ludwigsburg.

## Palmarès

### En sélection
Jeux olympiques
- 4e aux Jeux olympiques en 2021 à Tokyo
- 4e aux Jeux olympiques de 2024 à Paris

Championnats du monde
- 5e au Championnat du monde en 2021 en Espagne
- 4e au Championnat du monde en 2023

Championnats d'Europe
- 5e au Championnat d'Europe 2022 en Macédoine du Nord, Monténégro et Slovénie

### En club

#### Compétitions nationales
- Deuxième du Championnat de France en 2022, 2023, 2024